# Cetatea Sterrenberg
Cetatea Sterrenberg împreună cu cetatea Liebenstein sunt numiți „frații dușmani”, ruina se află pe malul drept al Rinului lângă localitatea Kamp-Bornhofen din Germania

## Galerie de imagini

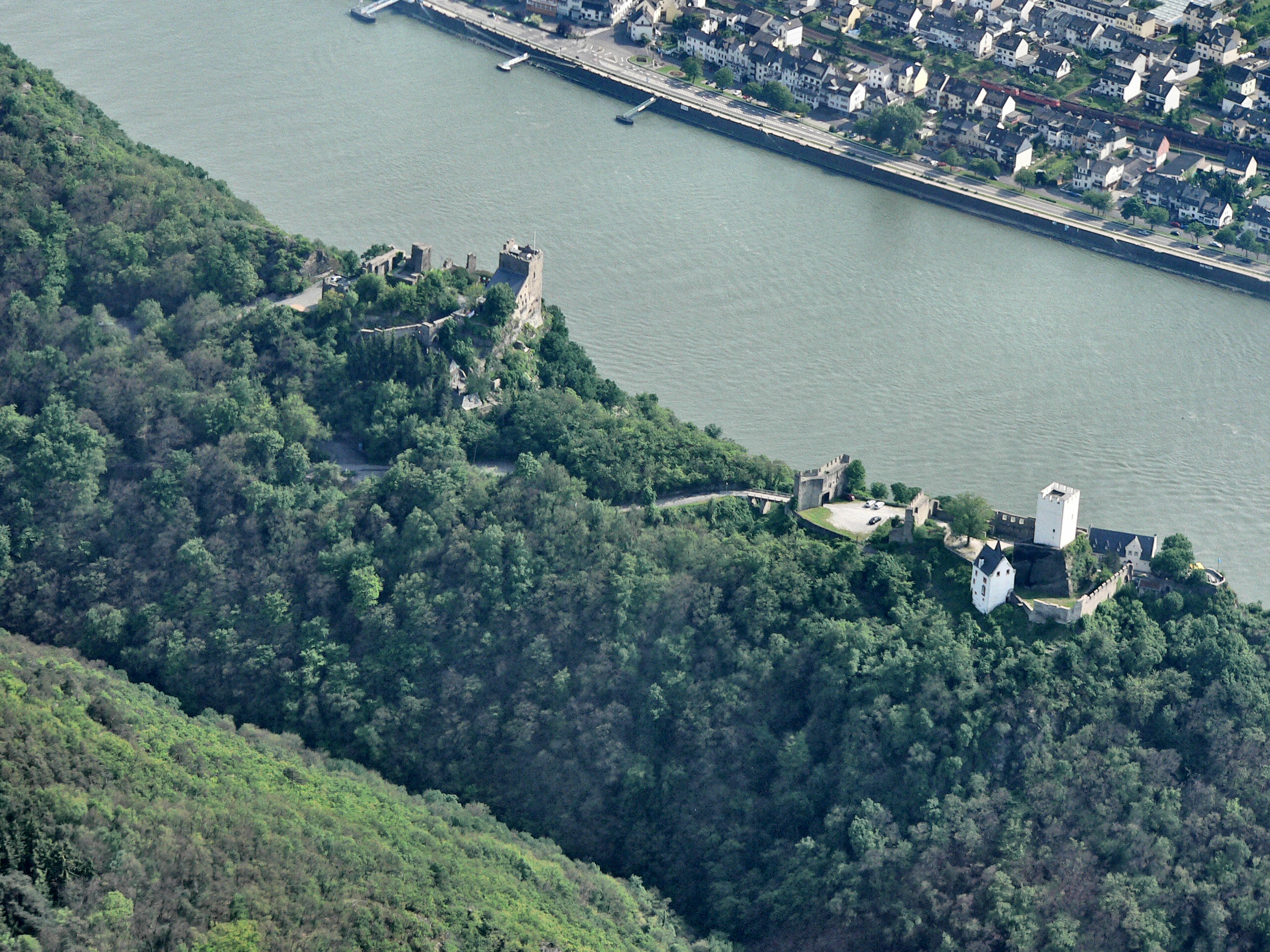
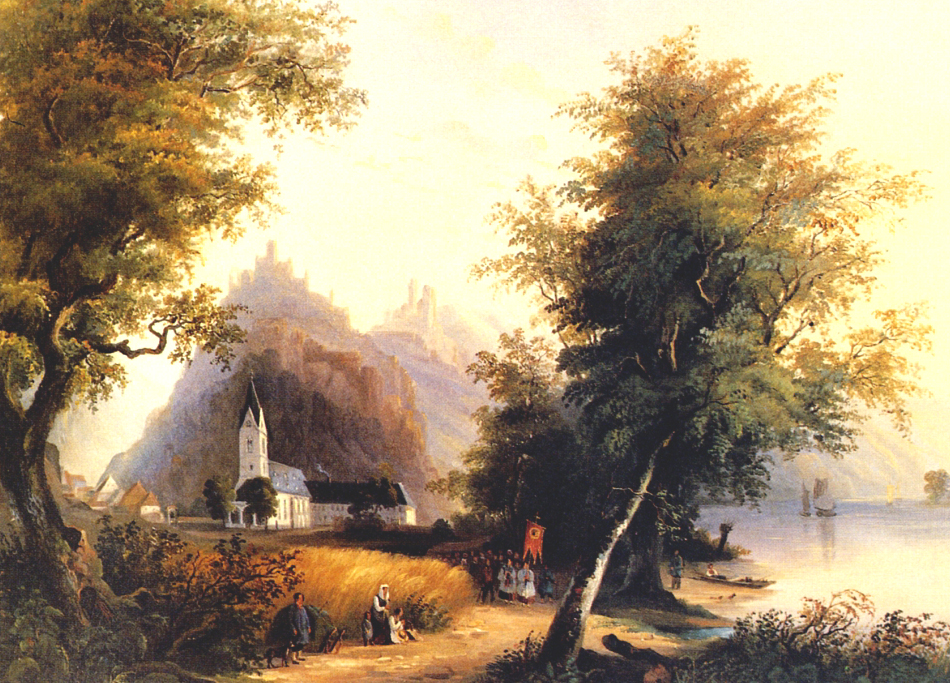
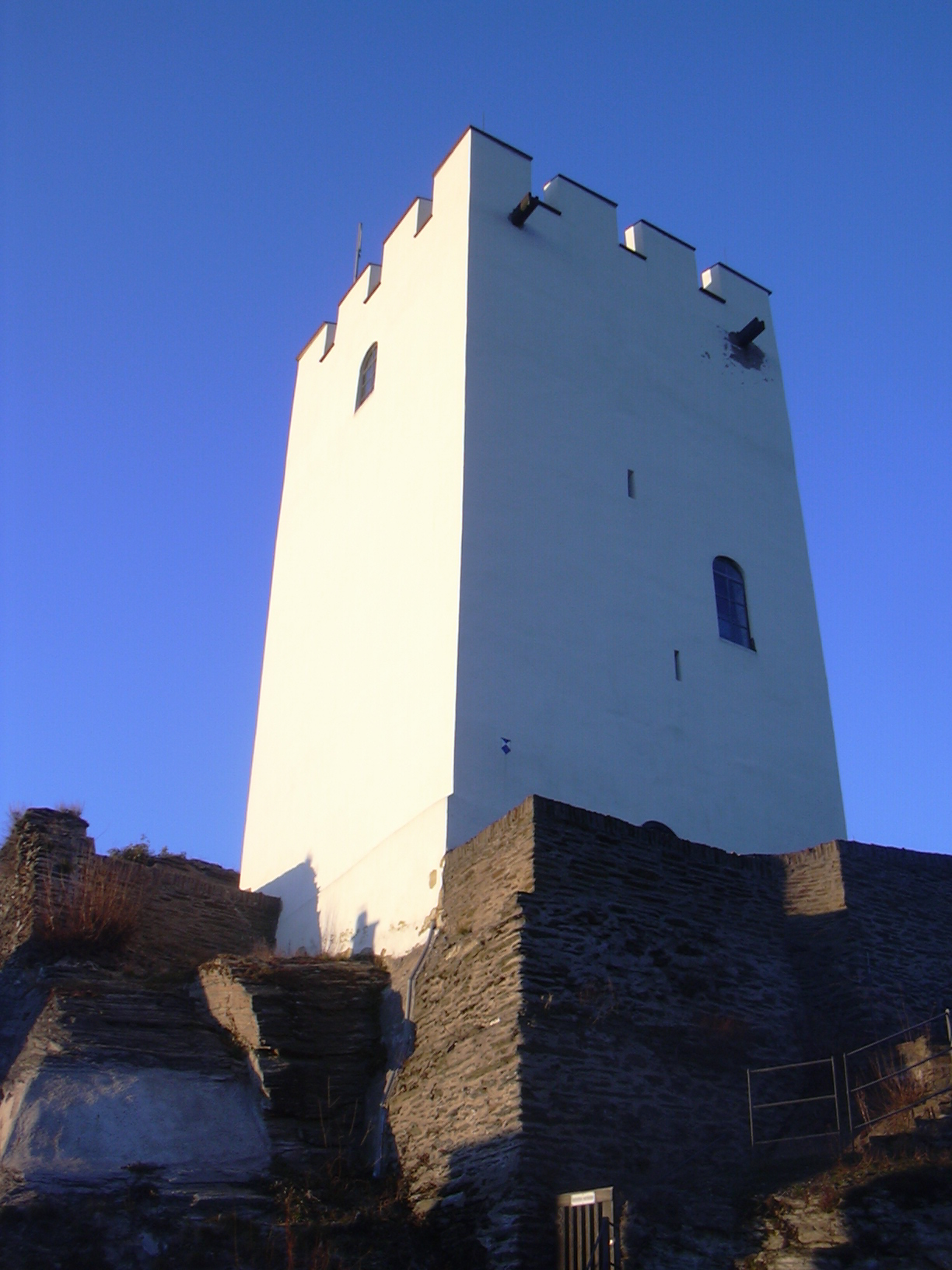
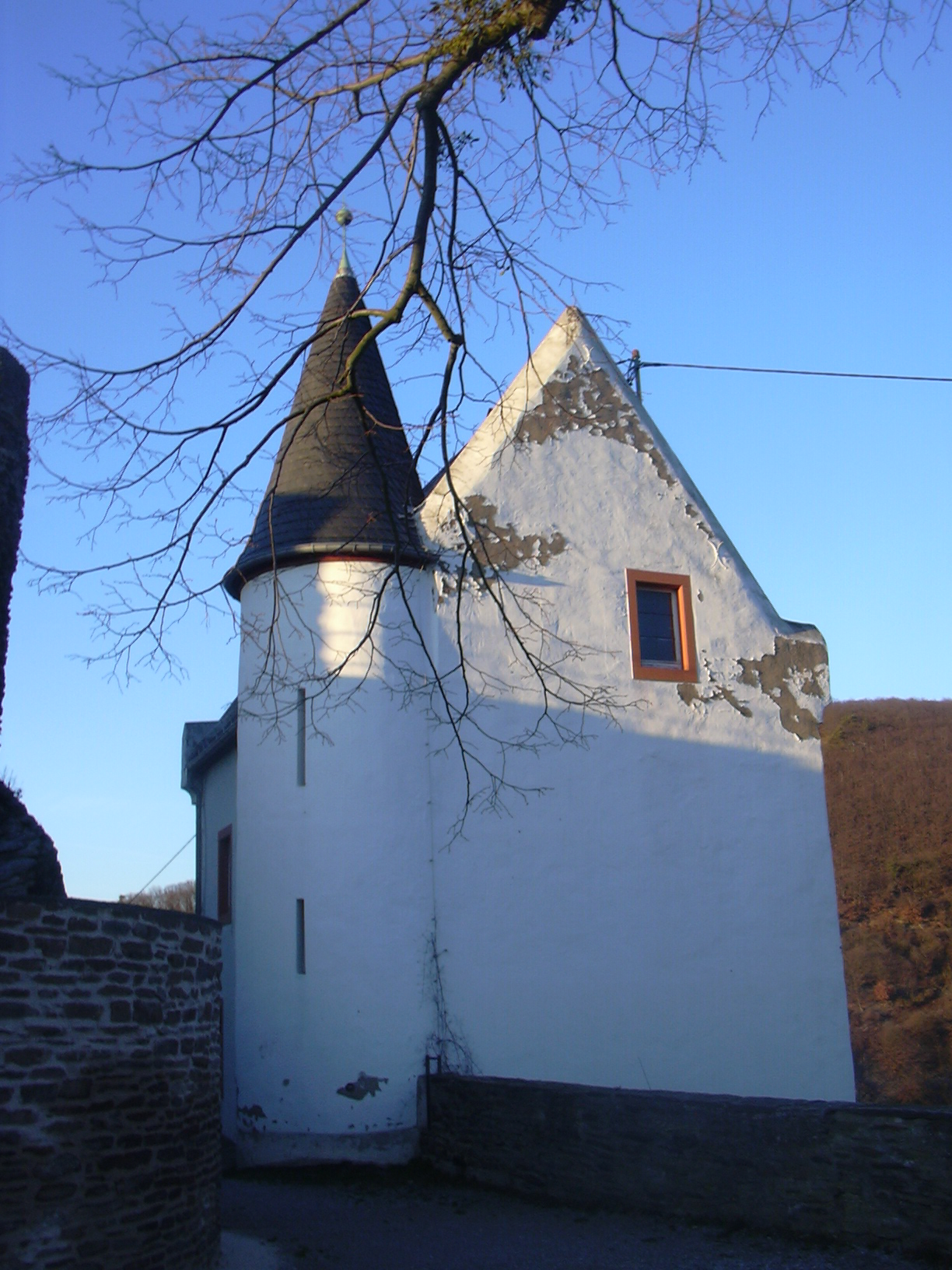